# 迪马鲁古里
迪马鲁古里（Dimaruguri），是印度阿萨姆邦Nagaon县的一个城镇。总人口9219（2001年）。

## 人口
该地2001年总人口9219人，其中男性4772人，女性4447人；0—6岁人口1235人，其中男601人，女634人；识字率65.87%，其中男性为70.64%，女性为60.76%。